# Noam Dar
Noam Dar (Hebreu: נועם דר; Be'er Ya'akov, 28 de julho de 1993) é um lutador profissional israelense naturalizado escocês. Ele trabalha atualmente para a WWE, na marca NXT. Ele foi campeão da Copa Heritage do NXT quatro vezes, sendo o recordista de reinados com o título.
Dar lutou pela primeira vez na WWE no Cruiserweight Classic de 2016 e é o primeiro israelense a se apresentar pela empresa. Ele também competiu na Total Nonstop Action Wrestling em seu "British Boot Camp", além de ter atuado em promoções como Progress Wrestling, Preston City Wrestling (PCW), Dragon Gate UK (DGUK), Revolution Pro Wrestling (RPW), Westside Xtreme Wrestling (wXw), Global Force Wrestling (GFW) e Ring of Honor (ROH). Ele conquistou duas vezes o Campeonato 0-G da ICW, uma vez o Campeonato Cruiserweight da PCW e uma vez o Campeonato Mundial dos Pesos Pesados da ICW, entre outros campeonatos e conquistas.

## Início de vida
Noam Dar nasceu em Be'er Ya'akov, Israel, em 28 de julho de 1993. Ele se mudou com sua família para a Escócia aos cinco anos e se estabeleceu em Ayr, onde se tornou torcedor do clube de futebol escocês Rangers, da Premiership de Glasgow, e fã da banda de rock inglesa Oasis, a qual inspirou grande parte de seu personagem no wrestling.

## Outras mídias
Noam Dar é um personagem jogável nos videogames WWE 2K18, WWE 2K19,  WWE 2K20, WWE 2K23, WWE 2K24 e WWE 2K25.

## Na luta livre
- Movimentos de finalização
  - Champagne Superkneebar (Kneebar)[12]
  - Nova Roller (Running enzuigiri)
- Movimentos secundários
  - Bicycle kick
  - Enzuigiri
  - Várias variações de European uppercut
    - Diving
    - Correndo em um adversário encurralado
    - Em pé

  - Running corner dropkick
  - Running single leg dropkick to the leg of an opponent
  - STF
  - Suicide dive
- Alcunhas
  - "The Israeli Icon"
  - "The Jewdi Master" (ICW)
  - "The Champagne Supernova"
  -  "The Scottish Supernova"
- Temas de entrada
  - "Fair City Riots" by Titors Insignia (ICW/WCPW)
  - "Morning Glory" de Oasis
  -  "Weekend Rockstar"  de CFO$ (WWE)

## Títulos e prêmios
- British Championship Wrestling
  - BCW Openweight Championship (1 vez)[14]
- Insane Championship Wrestling
  - ICW Zero-G Championship (2 vezes)[15]
  - ICW Zero-G Title Tournament (2010)[16]
- One Pro Wrestling
  - 1PW Openweight Championship (1 vez)[17]
- Preston City Wrestling
  - PCW Cruiserweight Championship (1 vez)[18]
  - PCW Heavyweight Championship (1 vez)
  - Road to Glory Tournament (2013)
- Premier British Wrestling
  - PBW Tag Team Championship (1 vez) - com Liam Thomson[19][20]
  - King of Cruisers (2012)[21]
- PROGRESS Wrestling
  - PROGRESS World Cup (2014)[22]
- Pro Wrestling Elite
  - PWE World Heavyweight Champion (1 vez)
  - Elite Rumble (2016)[23]
- Pro Wrestling Illustrated
  - PWI o colocou em 106º dos 500 melhores lutadores na PWI 500 em 2016[24]
- WWE
  - Copa Heritage do NXT (4 vezes)[25]
  - Torneio para determinar o desafiante número um pela Copa Heritage do NXT (2021)[26]